# William K. Boone
William Kenneth Boone (9 de abril de 1875–19 de agosto de 1944) fue un filántropo de la ciudad de Xalapa, Veracruz. Pocas personas de origen anglosajón han recibido homenaje similar en México.

## Datos biográficos
"Míster Boone", como lo llamaban en Xalapa, nació en la ciudad de Lima, Ohio el 9 de abril de 1875 [3]. Fue hijo de William McKelvey Boone (1834-1913), coronel retirado, veterano de la guerra civil estadounidense y exitoso hombre de negocios (WK Boone Hardware Store), que se había mudado de Hughesville. , PA, a través de Wooster, OH, estableciéndose finalmente en Lima. Su madre fue Mary Elizabeth Heffelfinger (1834-1927).
Estaba relacionado con dos figuras destacadas de la historia de Estados Unidos que fueron una inspiración para él y sus descendientes: Daniel Boone y Abraham Lincoln. [4]
En 1893, a los 18 años de edad, habrá visitado la Feria Mundial de Chicago y se habrá maravillado de las novedosas exhibiciones de electricidad. Poco después iría a Cleveland, a estudiar en el afamado Instituto Case de Tecnología.
La primera vez que visitó Xalapa fue en febrero de 1898, a los 22 años de edad, apenas conociendo unas pocas palabras de español, para trabajar como supervisor de operaciones de la planta hidroeléctrica de Teocelo, en las cercanías de Xico.
Entre 1899 y 1903 vivió en California, trabajando en las instalaciones eléctricas de la empresa Homestake Mining Company, en minas de oro y plata cerca del poblado de Lundy y del Lago Mono.
El 6 de enero de 1904, en Los Ángeles, CA, se casó con Blanche Marmon (también originaria de Lima, Ohio) yéndose ambos a residir a Xalapa.
En tiempos de la Revolución Mexicana, Blanche y su pequeño hijo prefirieron irse a vivir a los Estados Unidos; "Míster Boone" se quedó atendiendo su trabajo excepto por algunas ocasiones en que tuvo que buscar asilo en la embajada estadounidense de la Ciudad de México, debido a que su vida estaba en peligro.
Murió en la Ciudad de México el 19 de agosto de 1944.

## Genealogía de William K. Boone
| \| \| \| \| \| \| \| \| \| \| \| \| \| \| \| \| \| \| \| \| William Boone (Pensilvania) (1724-1790) \| \| \| \| \| \| \| \| \| \| \| \| \| \| \| \| \| \| \| \| \| \| \| \| \| \| \| \| \| \| \| \| \| \| \| \| \| \| \| \| \| \| \| \| \| \| \| \| \| \| \| \| \| \| Hezekiah Boone (1767-1827) \| \| \| \| \| \| \| \| \| \| \| \| \| \| \| \| \| \| \| \| \| \| \| \| \| \| \| \| \| \| \| \| \| \| \| \| \| \| \| \| \| \| \| \| \| \| \| \| \| \| \| \| \| \| William Boone (1792 1892) \| \| \| \| \| \| \| \| \| \| \| \| \| \| \| \| \| \| \| \| \| \| \| \| \| \| \| \| \| \| \| \| \| \| \| \| \| \| \| \| \| \| \| \| \| \| \| \| \| \| \| \| \| \| Hannah Hughes (1768–1891) \| \| \| \| \| \| \| \| \| \| \| \| \| \| \| \| \| \| \| \| \| \| \| \| \| \| \| \| \| \| \| \| \| \| \| \| \| \| \| \| \| \| \| \| \| \| \| \| \| \| \| \| \| \| William McKelvey Boone (Ohio 1834-1913) \| \| \| \| \| \| \| \| \| \| \| \| \| \| \| \| \| \| \| \| \| \| \| \| \| \| \| \| \| \| \| \| \| \| \| \| \| \| \| \| \| \| \| \| \| \| \| \| \| \| \| \| \| \| Rebeca Purcil (1798-? ) \| \| \| \| \| \| \| \| \| \| \| \| \| \| \| \| \| \| \| \| \| \| \| \| \| \| \| \| \| \| \| \| \| \| \| \| \| \| \| \| \| \| \| \| \| \| \| \| \| \| \| \| \| \| William K. Boone \| \| \| \| \| \| \| \| \| \| \| \| \| \| \| \| \| \| \| \| \| \| \| \| \| \| \| \| \| \| \| \| \| \| \| \| \| \| \| \| \| \| \| \| \| \| \| \| \| \| \| \| \| \| William Heffelfinger \| \| \| \| \| \| \| \| \| \| \| \| \| \| \| \| \| \| \| \| \| \| \| \| \| \| \| \| \| \| \| \| \| \| \| \| \| \| \| \| \| \| \| \| \| \| \| \| \| \| \| \| \| \| Mary Elizabeth Heffelfinger \| \| \| \| \| \| \| \| \| \| \| \| \| \| \| \| \| \| \| \| \| \| \| \| \| \| \| \| \| \| \| \| \| \| \| \| \| \| \| \| \| \| \| \| \| \| \| \| \| \| \| \| \| \| Margaret Marks \| \| \| \| \| \| \| \| \| \| \| \| \| \| \| \| \| \| \| \| \| \| \| \| \| \| \| \| \| \| \| \| \| \| \| \| \| \| \| \| \| \| \| \| \| \| \| \| \| \| \| \| |                                         |  |  |  |  |  |  |  |  |  |  |  |  |  |  |  |
| |                                         |  |  |  |  |  |  |  |  |  |  |  |  |  |  |  |
| | William Boone (Pensilvania) (1724-1790) |  |  |  |  |  |  |  |  |  |  |  |  |  |  |  |
| |                                         |  |  |  |  |  |  |  |  |  |  |  |  |  |  |  |
| |                                         |  |  |  |  |  |  |  |  |  |  |  |  |  |  |  |
| | Hezekiah Boone (1767-1827)              |  |  |  |  |  |  |  |  |  |  |  |  |  |  |  |
| |                                         |  |  |  |  |  |  |  |  |  |  |  |  |  |  |  |
| |                                         |  |  |  |  |  |  |  |  |  |  |  |  |  |  |  |
| | William Boone (1792 1892)               |  |  |  |  |  |  |  |  |  |  |  |  |  |  |  |
| |                                         |  |  |  |  |  |  |  |  |  |  |  |  |  |  |  |
| |                                         |  |  |  |  |  |  |  |  |  |  |  |  |  |  |  |
| | Hannah Hughes (1768–1891)               |  |  |  |  |  |  |  |  |  |  |  |  |  |  |  |
| |                                         |  |  |  |  |  |  |  |  |  |  |  |  |  |  |  |
| |                                         |  |  |  |  |  |  |  |  |  |  |  |  |  |  |  |
| | William McKelvey Boone (Ohio 1834-1913) |  |  |  |  |  |  |  |  |  |  |  |  |  |  |  |
| |                                         |  |  |  |  |  |  |  |  |  |  |  |  |  |  |  |
| |                                         |  |  |  |  |  |  |  |  |  |  |  |  |  |  |  |
| | Rebeca Purcil (1798-? )                 |  |  |  |  |  |  |  |  |  |  |  |  |  |  |  |
| |                                         |  |  |  |  |  |  |  |  |  |  |  |  |  |  |  |
| |                                         |  |  |  |  |  |  |  |  |  |  |  |  |  |  |  |
| | William K. Boone                        |  |  |  |  |  |  |  |  |  |  |  |  |  |  |  |
| |                                         |  |  |  |  |  |  |  |  |  |  |  |  |  |  |  |
| |                                         |  |  |  |  |  |  |  |  |  |  |  |  |  |  |  |
| | William Heffelfinger                    |  |  |  |  |  |  |  |  |  |  |  |  |  |  |  |
| |                                         |  |  |  |  |  |  |  |  |  |  |  |  |  |  |  |
| |                                         |  |  |  |  |  |  |  |  |  |  |  |  |  |  |  |
| | Mary Elizabeth Heffelfinger             |  |  |  |  |  |  |  |  |  |  |  |  |  |  |  |
| |                                         |  |  |  |  |  |  |  |  |  |  |  |  |  |  |  |
| |                                         |  |  |  |  |  |  |  |  |  |  |  |  |  |  |  |
| | Margaret Marks                          |  |  |  |  |  |  |  |  |  |  |  |  |  |  |  |
| |                                         |  |  |  |  |  |  |  |  |  |  |  |  |  |  |  |
| |                                         |  |  |  |  |  |  |  |  |  |  |  |  |  |  |  |

Estaba emparentado con dos ilustres personajes de la historia, que le
sirvieron de inspiración: Daniel Boone y Abraham Lincoln.

## Estudios académicos
Estudió electricidad en la que en su tiempo se llamaba Case School of Applied Science en Cleveland, OH.

## Trabajo
- 1896-1898: Lima Locomotive & Machine Company
- 1898-1900: Jalapa Railroad and Power Co. (JRR&PC) - Supervisor
- 1900-1904: Homestake Mining Company
- 1904-1909: Jalapa Railroad and Power Co. (JRR&PC) - Superintendente
- 1909-1926: Jalapa Railroad and Power Co. (JRR&PC) - Gerente General
- ca.1907-ca.1914: Vicecónsul de EE. UU. en Jalapa.[5]
- 1920: Presidente de la Junta de Obras Materiales de Jalapa, tras del terremoto del 3 de enero de 1920.
- 1921: Presidente de la Cámara Nacional de Comercio de Jalapa en 1921

## Contribuciones al desarrollo de Xalapa
- El Stadium en Xalapa en lo que había sido una zona de pantanos y mosquitos, entonces llamada "Ciénega de Melgarejo".
- Una rampa para que los automóviles pudieran llegar al centro de la ciudad, directamente desde la antigua estación de ferrocarril, subiendo por un costado del Parque Juárez, sin tener que dar un gran rodeo.
- El camino escénico en espiral a la cumbre del Cerro Macuiltépec[6][7]
- La fundación del Club Rotario de Xalapa
- El camino de automóviles entre Xalapa y Veracruz[8][9]

## Legado
- Como coleccionista: fotos y tarjetas postales antiguas de México y particularmente de Xalapa, de principios de los 1900s, ahora en posesión de su nieta Carmen.

- Véase Colección Boone-Canovas

- Como genealogista: documentación de varias generaciones de antepasados de varias familias mexicanas, particularmente de la descendencia de Sinforosa Amador quien había llegado a Xalapa en los años 1800s, habiendo dejado dicho que ella "había nacido en 1788 en California".

- Véase, por ejemplo, la "Gráfica genealógica" de su nuera Carmen Canovas Güido

## Homenajes en Xalapa
- Una placa dedicada en 1946 por el “Club Rotario de Xalapa” en la fachada de la que fue su casa, en la Calle de Alfaro.
- El 2 de diciembre de 1994, el municipio de Xalapa le otorgó un reconocimiento póstumo.

Al hombre que con su talento y generosidad contribuyó en su tiempo a prefigurar la imagen moderna de Xalapa, a la que amó entrañablemente y a la cual dedicó con devoción lo mejor de su esfuerzo y de su vocación de servicio.
- Plaza William K. Boone en la entrada a un parque en el Fracionamiento Las Araucarias.
- Lomas de Boone: un área de la ciudad, a las faldas del Cerro Macuiltepec, en donde él había inicialmente plantado un rancho de aguacates.
- Avenida William K. Boone en el Fraccionamiento Lucas Martín, cerca del Río Sedeño.

## Citas sobre su persona
- El más xalapeño de todos los extranjeros - pocos hombres ha habido en nuestra ciudad que hayan tenido una visión tan altamente humanista como la que tenía el señor William K. Boone, que siendo de origen norteamericano, demostró ser un gran xalapeño poniendo todo su entusiasmo y esperanzas en que Xalapa fuera una ciudad admirada por propios y extraños por su clima, su topografía y sus gentes - Rubén Pabello Acosta (1910-c.1995), cronista de la ciudad.[10]
- Gracias a su iniciativa [...] se inició la construcción de las carreteras a Veracruz y a Nautla, todo ello emprendido sin tener dinero pero moviendo a la gente con su gran entusiasmo, fe y dinamismo. [...] Hombre querido y respetado, amante de la naturaleza, y enamorado de Jalapa. - Leonardo Pasquel, escritor e historiador.[11]
- Distinguido filántropo y benefactor de la ciudad" - Lic. Armando Méndez de la Luz, Presidente Municicpal, noviembre de 1994, en oficio anunciando la sesión solemne en la Sala del Cabildo, para el Homenaje Póstumo a su memoria.
- La deuda moral que tiene esta capital con míster Boone sólo se paga con honrar su memoria. Hombres generosos como él han sabido amar y ayudar en forma desinteresada a la ciudad, por lo que con la participación de autoridades y la ciudadanía, se les debe rendir homenaje para que formen parte de un recuerdo orgulloso e imperecedero entre los xalapeños. - Lic. Armando Méndez de la Luz, Presidente Municipal[12]

### Citado en el libro Bocetos antiguos de Xalapa:[13]
- ...la Rampa (realizada por uno de los más grandes benefactores de Xalapa, mister William K. Boone, de quien mucho hablaremos en otras crónicas)... -página 29
- ...hospital ideado por mister Boone. -página 69
- También mister Boone merece capítulo aparte y en otras Crónicas habré de relatar su paso por esta Ciudad de las Flores, que fue fructífero y hermoso dada su gran personalidad. -página 81
- ... 'La Vaquería'... la estampa que ofrecía el sitio en el que la visión de aquel hombre insuperable, bonachón, inteligente y culto que se llamaba William K. Boone fijó su atención para poner las bases de lo que hoy es nuestro admirable coso deportivo." [...] Pero al fin, la energía y la firme decisión de aquel benefactor de Xalapa, mister Boone (a quien todavía no se le paga, repito, todo lo que hizo por nosotros), así como parte de sus ahorros personales, dieron el fruto deseado y la ciénega infértil, el pantano inútil fue vencido y para fines del año 1922 quedó consolidada una magnífica y amplia explanada circular que, con el tiempo, había de convertirse en la pista olímpica de nuestro Estadio Xalapeño. -página 83
- Jara [Gral. Heriberto], cuya trayectoria lo mostraba como un hombre progresista, inteligente y amante de la instrucción, de la educación en general y de los deportes, vio con entusiasmo los trabajos febriles y animosos de los xalapeños, y, especialmente de algunos grupos, los cuales propugnaban por la construcción de un estadio para deportes y espectáculos. William Kenneth Boone, de quien he hablado ya en estas Crónicas, era la cabeza, el impulsor del movimiento en pos de este proyecto que muchos xalapeños seguían con verdadero interés. Ya hemos visto cómo fue desecada la ciénega original para aprovechar el colosal anfiteatro natural con que ya contaba Xalapa. Pero hacía falta cristalizar y coronar aquella obra. Fue entonces cuando llegó Heriberto Jara y comenzó a estudiar las formas, las posibilidades y, sobre todo, los abultados e inaccesibles presupuestos que en aquella época representaban el obstáculo mayor para edificar un gran estadio. -página 85-86
- En la Cuesta de Alfaro, primer tramo y también en la acera derecha vivió desde su arribo a Xalapa a fines del siglo pasado... -página 95

Nota de CBC: En realidad, los Boone vivieron primeramente en el departamento superior de la "Casa de los Tres Pisos", lado poniente de las gradas de la Catedral, frente al Parque Juárez y contraesquina del Palacio Cantonal. A la "Casa de Alfaro" se mudaron en 1923, al fallecer la maestra Miss Harriet Fay, a quien se la compraron en vida, con la salvedad de que podría seguirla disfrutando hasta el último de sus días.
- (1923) Mister William K. Boone había consumado la hazaña de desecar la ciénaga que cubría lo que hoy es el piso del majestuoso Estadio Xalapeño; los vecinos de esta capital veían ya en su stadium natural, sentados en las faldas de la loma que hacía las veces de graderío primario, los incipientes partidos de béisbol, en los que ya jugaba Martín Pérez, y los encuentros atléticos entre preparatorianos y normalistas, que terminaban, invariablemente, como el "rosario de Amozoc"'. -página 166